# Livin' on the Run
Livin' on the Run es el segundo álbum del actor, actor de doblaje, cantante y compositor Scott Grimes. Fue lanzado a principios de 2005. La canción Sunset Blvd estuvo en el Top 20 de la lista Adult Contemporary de la revista Billboard durante 10 semanas, siendo el puesto 18 su mejor posición.

## Lista de canciones
1. "Livin' on the Run" (Scott Grimes, Jay Gore, Rico Belled) - 6:14
2. "Sunset Blvd" (Scott Grimes, Dave Harris) ) - 4:38
3. "I Saw You" (Scott Grimes, Dave Harris) - 5:08
4. "Best Days of My Life" (Scott Grimes, Dave Harris, Ben Crudup) - 4:44
5. "You Come Around" (Scott Grimes) - 4:57
6. "Carrie" (Scott Grimes, Dave Harris, Rico Belled, Jay Gore) - 4:44
7. "I Wanna Be There" (Scott Grimes) - 4:43
8. "Summerthing" (Scott Grimes) - 3:14
9. "There Aint Nothin" (Scott Grimes, Jay Gore) - 5:35
10. "Rock & Roll Girl" (Scott Grimes, Jay Gore, Rico Belled) - 4:44
11. "Around and Around" (Scott Grimes) - 5:21
12. "Without You" (Scott Grimes, Dave Harris) 4:22
13. "Hollywood Sign" (Scott Grimes, Scott Campbell, Tony Devlin) 4:59
14. "Four Piece Band" (Scott Grimes) 4:51
15. "Finale" 2:37

- Datos: Q6658960